# کاروی لایتایی
کاروی لایتایی (مجاری: Károly Lajthay؛ ۷ دسامبر ۱۸۸۳ – ۳۰ اوت ۱۹۴۶) کارگردان فیلم، بازیگر و فیلم‌نامه‌نویس اهل مجارستان بود.
از فیلم‌ها یا برنامه‌های تلویزیونی که وی در آن نقش داشته است می‌توان به چتر سنت پیتر اشاره کرد.